# 树栖弓背蚁亚属
树栖弓背蚁亚属（学名：Dendromyrmex）是弓背蚁属的一个亚属，在英文中称之为“American Weaving Carpenter Ants”。

## 描述

### Emery的鉴定 (1925)[2]
工蚁不具备大型工蚁等级；身体细长。头部为椭圆形，通常在眼睛后方呈圆锥形，很少延长至颈部；眼睛小，呈圆形且异常凸起，位于头部中长稍后方；不具单眼。唇基强烈隆突，突然下降到嘴部，以额隆突的前端为主。额隆突非常突出，呈波浪状，触角插入位于额隆突中长的前方。中胚体细长，背连续，凹陷，缝合线非常明显;前足或多或少向后和向外边缘，呈弧形下降至后面部；后突不构成中体背的一部分，后突位于外侧，在前缘下方。叶柄鳞片厚，楔形。腹段 III （胃段 I） 高而短。
蚁后比工蚁稍大；头的形状相同。中体笔直且相当凹陷;前缘广泛暴露。翅膀或多或少被灌注，叶脉棕色并被棕色光晕包围，类似于Oecophylla。
雄蚁头部的形状与工蚁和蚁后相同，但眼睛较大，额隆突较短且不那么突出。下颚与其他弓背蚁相同。触角长度小于触角4，肿胀且呈棒状；触角3更短。中胚体相当狭窄且略微凹陷，但中胚层完全隐藏在背视图中的前缘。结节状。

### 行为学
纸匠弓背蚁会在树里面制造盒装的巢穴。

### 分布
该亚属物种分布于新热带界，即南美州一带。